# Rito antiocheno
Il rito antiocheno o rito siriaco occidentale è un rito liturgico della Chiesa cristiana sviluppato e praticato nel patriarcato di Antiochia. Anche per vicinanza geografica, era molto collegato a quello praticato a Gerusalemme. Secondo sant'Ignazio, la prima lingua liturgica usata era quella greca.
La principale forma della sua celebrazione eucaristica è la Liturgia di san Giacomo. 
Ebbe successive evoluzioni tra il secolo IV e il secolo VI, per essere poi tradotto in siriaco. Nel frattempo la Chiesa, specialmente in Oriente, fu travolta dalle controversie cristologiche, e il patriarcato di Antiochia, dapprima vicino al nestorianesimo, seguì poi la posizione monofisita. La conquista araba accentuò il distacco con Costantinopoli, poi parzialmente colmato dalla riconquista bizantina del X secolo con la conseguente separazione tra coloro che seguirono il sovrano, detti Melchiti (che adottarono un rito molto più bizantineggiante), e la Chiesa ortodossa siriaca.
Nel corso dei secoli ci fu un riavvicinamento di parte della chiesa siriaca al cattolicesimo. Attualmente il rito siriaco occidentale è il rito proprio sia di Chiese che si riconoscono nella tradizione ortodossa, sia di alcune che sono in comunione con il papa, vescovo di Roma.
Elenco delle Chiese di rito liturgico antiocheno o siriaco occidentale
| Denominazione                          | Classificazione                                    | Origine        | Sede del patriarca o catholicos    |
| -------------------------------------- | -------------------------------------------------- | -------------- | ---------------------------------- |
| Chiesa ortodossa siriaca               | Ortodossa                                          | I secolo       | (storica) Antiochia (oggi) Damasco |
| Chiesa cristiana siriaca giacobita     | Ortodossa, dipendente dal Patriarcato di Antiochia | I secolo       | Puthencuriz, in Kerala (India)     |
| Chiesa ortodossa siriaca del Malankara | Ortodossa (autocefala)                             | I secolo       | Kottayam, in Kerala (India)        |
| Chiesa maronita                        | Cattolica                                          | Circa 400 d.C. | Bkerké (Libano)                    |
| Chiesa cattolica sira                  | Cattolica                                          | 1663           | Beirut                             |
| Chiesa siro-malankarese Mar Thoma      | Riformata                                          | 1889           | Thiruvalla, in Kerala (India)      |
| Chiesa cattolica siro-malankarese      | Cattolica                                          | 1930           | Pattom, in Kerala (India)          |